# Jaak Gabriëls
Petrus Josephus Jacobus (Jaak) Gabriels (ur. 22 września 1943 w Bree, zm. 8 kwietnia 2024 tamże) – belgijski i flamandzki polityk, nauczyciel oraz samorządowiec, minister w rządzie regionalnym i federalnym, parlamentarzysta, w latach 1986–1992 lider Unii Ludowej.

## Życiorys
Z wykształcenia i zawodu nauczyciel. W 1965 ukończył studia humanistyczne na Katholieke Universiteit Leuven. Zaangażował się w działalność polityczną w ramach Unii Ludowej. W latach 1974–1977 był radnym prowincji Limburgia. W 1977 objął urząd burmistrza Bree. Funkcję tę (razem z mandatem radnego) pełnił nieprzerwanie do końca 2012.
W latach 1977–1999 był członkiem rady Regionu Flamandzkiego i następnie Parlamentu Flamandzkiego. Ponownie w tym gremium zasiadał w latach 2003–2009. Od 1977 do 1995 sprawował równocześnie mandat posła do Izby Reprezentantów. W latach 1979–1986 pełnił funkcję wiceprzewodniczącego Unii Ludowej, następnie do 1992 stał na czele tego ugrupowania. W 1992 dołączył do zorganizowanej przez Guya Verhofstadta nowej partii pod nazwą Flamandzcy Liberałowie i Demokraci.
W rządzie lidera swojej formacji od lipca 1999 do lipca 2001 zajmował stanowisko ministra rolnictwa i klasy średniej. Następnie do czerwca 2003 był ministrem w rządzie regionalnym, odpowiadając m.in. za gospodarkę i handel zagraniczny.
W 2004 wyróżniony honorowym tytułem ministra stanu.